# کالینگیری، استرالیای غربی
کالینگیری (به انگلیسی: Calingiri) یک منطقهٔ مسکونی در استرالیا است که در استرالیای غربی واقع شده‌است.